# Haliclona vermeuleni
Haliclona vermeuleni är en svampdjursart som beskrevs av de Weerdt 2000. Haliclona vermeuleni ingår i släktet Haliclona och familjen Chalinidae. Inga underarter finns listade i Catalogue of Life.